# اوستژکی گورنه
اوستژکی گورنه (به لهستانی:  Ustrzyki Górne) یک روستا در لهستان است که در گمینا لوتوویسکا واقع شده‌است. اوستژکی گورنه ۱۱۴ نفر جمعیت دارد و ۶۵۰ متر بالاتر از سطح دریا واقع شده‌است.